# Senecio gnaphalodes
Senecio gnaphalodes ist eine Pflanzenart aus der Gattung Greiskräuter (Senecio) in der Familie der Korbblütler (Asteraceae).

## Merkmale
Senecio gnaphalodes ist ein Zwergstrauch, der Wuchshöhen von 25 bis 50 Zentimeter erreicht. Sowohl Stängel als auch die Unterseite der Blätter sind dicht weißfilzig. Die Blätter sind lineal, ganzrandig oder weisen an jeder Seite bis zu 4 Zipfel auf. Die Köpfchen haben einen Durchmesser von 12 bis 15 Millimeter, sind in einer Schirmtraube angeordnet und ihre Hülle ist rötlich überlaufen.
Die Blütezeit reicht von Juni bis August.

## Vorkommen
Senecio gnaphalodes kommt im Südosten der Kardägäis vor. Sie wächst in Felsspalten, auf Schutthängen und auf Mauern.

## Belege
1. 1 2 3 4  Ralf Jahn, Peter Schönfelder: Exkursionsflora für Kreta. Mit Beiträgen von Alfred Mayer und Martin Scheuerer. Eugen Ulmer, Stuttgart (Hohenheim) 1995, ISBN 3-8001-3478-0, S. 317.